# 최정윤 (성우)
최정윤(2월 6일)은 대한민국의 여자 성우이다. 2017년에 KBS 공채 42기 성우로 입사하였다. 한국방송 성우극회 소속이다. 2018년 kbs성우 신인상을 수상했다.

## 출연 작품
애니메이션
- 내 친구 반인반어 - 유나, 타루 엄마
- 캐리야! 학교가자 - 캐리, 줄리, 스텔라

### 라디오

#### KBS
생방송 주말 저녁입니다 (KBS 1라디오)
- 2018.01.06 ~ 현재 <생방송 주말 저녁 최정윤입니다> 진행

안녕하십니까 여기는 서울입니다 (KBS 한민족방송)
- 2017.06.18 ~ 2017.12.29 <안녕하십니까? 여기는 서울입니다> 진행

소설극장 (KBS 3라디오)
- 2017.01.19 ~ 2017.03.12 기욤 뮈소 作 <내일> (미쉘)

KBS 무대 (KBS 한민족방송)
- 2017.03.11 <카페W> (댓글2)
- 2017.03.25 <아름다운 동행> (마담)

라디오 극장 (KBS 한민족방송)
- 2017.02.01 ~ 2017.02.28 정규웅 作 <붉은 꽃, 나혜석> (우영妻/직원)
- 2017.03.01 ~ 정길연 作 <달리는 남자 걷는 여자> (혜란/여자)
- 2017.04.01 ~ 조두진 作 <결혼면허> (희주)

바람따라 구름따라 (KBS 라디오)
- 방송중

와이파이 초한지 (KBS 라디오)
- 2017.03.08 <217화> (앵커)
- 2017.03.30 <233화> (여자)

### 기타
- 2016.12.22 낭독극 <성우 강수진과 친구들-보이스오브 크리스마스> 출연
- 2017.03.17 더빙의 신 - 더빙스타 소환프로젝트 <왔다, 모두 경의를 표하라! 캡틴 아메리카! 임채헌 2부>
- 2017.06.23 더빙의 신 - 당일도정백미취사완료프로젝트(밥프) -8 문무겸비 힐링캠프 보조출연

## 같이 보기
- 한국방송 성우극회